# 都立水商!
『都立水商!』（とりつみずしょう）は、室積光による小説。2001年に小学館から刊行された。本作品を原作として、猪熊しのぶ作画による漫画およびテレビドラマも作られている。また、2019年に続編『都立水商1年A組』が小学館文庫から刊行された。

## 概要
東京・新宿は歌舞伎町に設置された水商売について学ぶ学校「東京都立水商業高等学校」を舞台にした学園コメディである。水商開校10年後、家業の書店を継ぐために教師をやめることになった田辺圭介が、10年間と開校準備の2年間で起こった出来事を回想するというストーリー。
猪熊しのぶ作画による漫画版『都立水商!』および続編『都立水商!2』が、2003年から2018年にかけて小学館の漫画雑誌および携帯漫画サイトで連載された。
2006年3月28日に日本テレビ「ドラマ・コンプレックス」内にてスペシャルドラマ化された。
2019年5月から、『都立水商! 〜令和〜』のタイトルで連続ドラマ化された（毎日放送・TBS系）。

## あらすじ
開校10年経過し、評価は随分と高まった。福岡に向かう前に、思い出深い都立水商校舎を観たいと考え、歌舞伎町界隈では知らない者がいないほど有名なタケといっしょに校内を見学する。タケといっしょに、設立準備委員会2年から数えて12年の思い出を回想する。
前の赴任先の教頭や校長らと部活のやり方などで衝突し、設立準備委員会に異動させられる。赴任当時は辞めようと思ったが、委員会に集まった個性あふれる人たちに出会い田辺は反意する。
開校して1期生が卒業するまでは、都内の中学校に推薦などを訴えるために足繁く通い、生徒募集に苦労した。教育関係者の間では、水商売を専門とする高校だからと少し馬鹿にする受け止めがあり、また、歌舞伎町界隈の間でも役人がやることだからと評判は良くなかった。1期生が卒業し、都立水商の教えを守り、堅実で真面目な働きぶりと、部活の活躍もあり、受けとめも変化してきた。
1期生の入学式では、校長の矢倉と文部官僚の滝川から水商売の社会的な地位と水商でプロフェショナルとして技術や職業倫理を身につけるために開校した旨の熱い挨拶があり、学業で落ちこぼれてしまうと他の分野でも評価されなかったりしていた経験から、中途半端な気持ちで入学してきた1期生が目覚めることになる。
田辺の1年目は、ソープ科1期生・1年E組の担任となり、講師の吉岡と協力して担当することになる。一般教員と専攻科講師による指導は熱心に行われたが、クラシック畑の音楽教師・矢沢が、1年目に水商売で大切なカラオケの指導を専攻科の講師らから依頼され、思い悩んだ末に着物姿でカラオケの指導にあたった姿勢にふれ、他の一般科目の教師たちも従来のマニュアルに拘らない指導方法に変化していくきっかけとなる。また、専攻科の講師は、それぞれの職業のエキスパートであり、プライドもあることから、たびたび衝突もあった。印象的なのは、1年目にマネージャー科講師の黒沢とホステス科講師の近藤が指導方法で衝突したが、矢倉の仲裁により大事にならず、その後も衝突することが多かったが、開校5年後には黒沢と近藤が結婚する。
1期のころより課外活動が活発で、柔道部の都大会個人戦優勝や野球部の甲子園優勝など成果をあげていた。
例えば、ゲイバー科1期生で柔道部の須賀は、都大会個人戦で順当に勝ち進み、オリンピックで金メダルを期待されている強豪校国土学園3年・力丸と決勝戦であたる。国土学園の監督からの侮蔑的な発言や応援席の雑音をはねのけ、周りの予想を裏切り須賀が優勝する。水商3期生、SMクラブ科1期生の赤木は、女々しい男が嫌いだが、1年で都大会個人戦優勝を勝ち取った須賀を尊敬している。校外で他校生5人に因縁つけられ、柔道の技で撃退したことで、2人の友情が深まり、卒業後新宿2丁目で働く須賀は赤木のことを応援している。赤木は、柔道で活躍した後、女子プロレスラーに転身した。
一方で野球部は、開校2年目1期生が2年になったときに、1期生石橋孝が初代キャプテンとして野球部が初めて都大会に参戦したが、参戦1年目はコールド負け、2年目から5年目までは9回まで戦えたが初戦敗退であった。4期生からは徳永、吉野兄弟という有望なメンバーがいながらも、野球をもっとやりたいという気持ちをもったまま卒業してもらうために、また徳永の素質を見抜き、4期生が3年になるまで戦力温存する。参戦6年目、対戦相手からの侮蔑を含めたヤジやマスコミの面白がる報道姿勢などありながらも、水商野球部は都大会を勝ち進み、甲子園出場を勝ち取る。高野連役員らの妨害工作もあったが、甲子園でも水商旋風を巻き起こし優勝を勝ち取る。戦いの中で、徳永や吉野兄弟の他に、内山や名倉のような新たなスターが育ってきた。
ソープ科4期生の佐藤は、野球部のマネージャーであり、一般科目の成績も優秀で、日頃の雰囲気からお嬢様のような感じをうける生徒であった。しかし、父親の違う弟と暮らしており、父親と母親はすでのどこかにいなくなっている。家事をいっさい行わない母親と、母親が出て行ってからはお金を渡すだけの母方の祖母に育てられている。担任の矢沢が心配して、夜遅くなることもある佐藤に代わって実家で弟の世話をみている。自分は幸せになってはいけないと思い、付き合っている内山とは釣り合わないし、弟の世話をしないといけないので、卒業まであと半年の段階で退学すると申し出る。担任や田辺、伊東、吉岡ら教師陣に諭され、無事卒業する。卒業後、内山の父の厚意で、事務員として就職する。
2期生を迎えるころには、1期生の成長はめざましく、専攻科での学習の成果もでてきており、生徒会長の小田の発案により、生徒会主催で新入生を祝う会を実施することになる。新入生を祝う会は、専攻科の特徴を活かし、新入生や父兄への対応、来賓の接待などをそつなくこなし、大成功に終わる。また、学園祭の水商祭では、マネージャー科とホステス科、ゲイバー科が協力して模擬店を出したり、体育館でホステス科とゲイバー科の持ち味を活かしたショーが行われたり盛大に実施されている。ソープ科とヘルス科の2専攻では、校内実習が実施されていないことから、2年目に2専攻科の生徒たちで学習の実践を試みる模擬店がでたことから、男子生徒を対象に、校内実習を行うきっかけとなる。
各専攻科では、校内実習とともに、協力店舗での校外実習が実施され、生徒は客相手の実践が学べ、協力店舗の方でも生徒たちの堅実で真面目な対応が評判となっている。ソープ科では、2年生から3年生に進級する春休みに、先生たちも総動員される歌舞伎町で実施される校外実習があり、田辺が退任するころには春の風物詩となっている。印象的なのは、生徒会長の小田が3年に進級する時点で処女だったことで、小田が校外実習に参加出来ずに、留年することになったが、校長の意向で留年せずに進級した。この実習では、生徒の採点のために協力店舗についている都立水商の先生たちが、協力店舗で働いているコから人生相談を受けることもあり、改めて水商売への偏見や都立水商の教師としての自覚が目覚めるきっかけとなった。
幕内は、マネージャー科1期生で黒沢一押しのエースであった。ホステス科1期生で近藤一押しのホープ丸山と2年生の秋ごろから付き合っている。協力店舗で実績をあげてきたが、3年生の校外実習で問題を起こしてしまう。丸山のことが心配で実習に身が入らず、後輩の橋爪俊也、下山勇三のヘルプが必要なほどであった。幕内と丸山2人と実習後に話し合い、丸山から働き出したら源氏名と本名の使い分けができず片一方に染まってしまうかもしれない、昔から知っている幕内なら仕合わせになれるかもしれないと言われる。幕内が丸山と結婚したい決意は固く、丸山も意思も確認して、幕内が不器用なのでこのまま就職しても続かないだろうと教師たちは考え、幕内は内定していた就職先を断念し、丸山は短期間勤めて退職することにした。幕内は、校長の厚意で、母校の事務員として働いている。
次年度の校外実習に参加することを条件に留年を免れた小田は、一芸入試で国立大学への受験に挑戦し、無事合格する。卒業延期して校内実習を行うことになっていたが、入試に合格すれば免除するという校長の意向を校長の助力もあり、無事クリアした。卒業式と卒業を祝う会に無事参加し、卒業生の挨拶を行う。
部活動の活躍、卒業生の堅実で真面目は働きぶりから、都立水商ですら入れない生徒が出てきてしまう。普通の生徒が増えたことで、コンプレックスからある種の一体感のあった都立水商の良さが薄れていき、いじめ問題に直面する。いじめ対策を検討する職員会議で、黒沢から水商売の長い経験からの問題提起があったが、吉岡からソープで働き出す理由や父親の自殺のこと、講師になる理由の話しがあり、より具体的な事例をもとに特別授業を実施することになった。田辺は吉岡といっしょに実施し、いじめはなくならなかったが少しでも生徒たちに思いが通じるようになった。
いじめ対策の特別授業やホスト科とソープ科の講師重田の事件以降、田辺は吉岡への特別な思いを感じるようになり、本当の愛とは何か悩んでいる姿をみて、より意識するようになる。大切に思う気持ちだけ持ち続けて時間だけが過ぎてしまい、福岡に戻ることが決まり、吉岡にプロポーズする。吉岡から、不幸せにしてしまうかもしれないといったん断られる。
卒業生を交えた送別会や終業式などの行事が行われ、思い出の校舎とタケに別れを告げた後、福岡に向かうために、伊東の運転するワゴン車で羽田に向かう。見送りに吉岡の姿はなく、少し田辺は傷心気味になるが、大野と須賀が吉岡をつれて遅れてきて、田辺といっしょに福岡に行くことになる。
半年後、田辺がいないことに少し寂しさを感じている伊東のもとに田辺から電話が入る。田辺から、おめでたであることと、県立中洲水商業高校設立に力を貸してほしいと言われているとの報告があり、都立水商が軌道にのってきており、大野らといっしょにやらないかと誘われる。

## 登場人物

### 教師
田辺圭介（たなべ けいすけ）
主人公。社会科教師で、1期生ソープ科、4期生マネージャー科の担任。陸上部を熱心に指導していたが、受験に影響がでないようにという教頭と衝突し歴史観で校長と折り合いがつかず水商に異動となる。
設立準備委員会2年開校してから10年、都立水商に携わっている。福岡の親の家業・書店を継ぐために、辞めることになる。吉岡あかねとは良い同僚という関係であったが、いじめの発生をきっかけに特別授業で吉岡の過去を知ることで気持ちの変化が生じ、講師・重田の事件でよりいっそう好きという気持ちになるが、具体的なアプローチをすることなく時間が過ぎていた。福岡に戻ると決まってプロポーズする。田辺の思いは、周りからは温かく見守られていた模様。
[小説続編]
福岡県立中洲水商業高校・校長。都立水商の元教師。[小田真理らのエピソードとして名前のみ登場。]
矢倉茂夫（やぐら しげお）
都立水商の初代校長。威厳のある風格で、厳格な人物。水商売の社会的な地位の向上と水商でプロフェショナルとして技術や職業倫理を身につけることを目標にしている。1期生が卒業する年に定年退職。
両親が旅芸人で、物心ついたときは石川県におり、母が芸者、父が置屋の番頭。中学2年生のときに、東京の伯父に引き取られる。水商売の世界にふれながら育つ。
伊東雅史（いとう まさし）
体育教師。田辺と同い年。大学時代ドラフト指名を受け、オリンピック候補に選ばれた経験をもつ投手。野球部監督。大野をからかいながらも、田辺と3人、気があう同僚である。
野球だけはなく、バスケや陸上など他の分野を経験することで、野球に役立つ体力や能力が育つという指導方針であり、野球が好きな生徒たちをのびのびと野球に打ち込めるようにしたいというのが野球の指導スタイル。熱血指導を望む前任校の校長と指導方針で折り合いが悪くなっていた。
[小説続編]
続編の主人公。1年A組担任。体育教師。野球部監督。設立準備委員会から委員として関わり、設立後の暗中模索の時期にも在籍していた生き字引的存在。都立水商創立30周年を迎える年に、定年退職となる。
大野誠（おおの まこと）
体育教師。田辺の3歳下。学生時代はレスリング選手。柔道部顧問。「オカマ科」の設置を強く訴えた。日頃の言動から同僚の伊東からからかわれるが、田辺と3人、気の合う仲間としてさまざまな問題に取り組む。
[小説続編]
引き続き体育教師、柔道部顧問として登場。花野や城之内の才能を評価している。
矢沢美佐子（やざわ みさこ）[漫画版：矢沢道子]
音楽教師。芸大出身。幼いころからクラシックの世界にいた。音楽に関して高い知識と能力を持っている。専攻科の講師陣から水商売で大切なカラオケの指導を依頼され、思い悩んだ末に着物を着て指導するようになる。家庭事情のあるソープ科4期佐藤友香子を親身になって相談にのっている。
黒沢忠夫（くろさわ ただお）
マネージャー科の講師。いつもキチッと整髪された頭がトレードマーク。理系と文系の大学をそれぞれ卒業していて、結局8年間大学に在籍し、国語科の教員資格も所持している。
大学在学中から働き始め、在学中に店のマネージャーを任されるほどであり、マネージャーとして一流。水商売の理想と現実の違い、社会一般の偏見など理解しており、的確な助言もするがときどき衝突が生じてしまう。ホステス科の講師の近藤とたびたび衝突するが、開校5年後に結婚する。
近藤明美（こんどう あけみ）
ホステス科の講師。24歳。整った顔立ちの持ち主で、中学校のころから上野のパブで働いていた。大学のころには、銀座のチーママを任されていた。
熱心な指導とテクニック、聞きやすい声質だが媚びる感じではない雰囲気から、生徒たちの憧れ、目標となる。
吉岡あかね（よしおか あかね）
ソープ科の講師。近藤明美と同い年。ナンバーワンソープ嬢だったが、引退して、詩集を出版し、エッセイの連載するなどの才媛。水商の校歌を作詞している。
親の借金返済のためソープ嬢となったが、それが原因で父が自殺してしまう。水商売で働いて給与をもらうことが、普通にできるようにしたいとの思いで水商の講師となる。家族を壊した自分は幸せになってはいけないと思っており、本当の愛とは何か悩んでいる。田辺のことを好きだが、田辺のプロポーズを一度は断る。だが結局田辺と結婚し、一児をもうける。
松原雄男（まつばら たけお）
ゲイバー科の講師。講師の中で最年長。45歳。
重田敬二郎（しげた けいじろう）
開校8年目に就任。ホスト科とソープ科の講師。元サオ師。就任1ヶ月後に生徒の母親と駆け落ちしてしまう。

### 1期生
小田真理（おだ まり）
メインヒロイン。ソープ科に通う。陸上部に所属。母が男と逃げたため父子家庭。中学時代は成績が悪く、援助交際にて補導された経歴もあり、親と担任が窮余の策で都立水商に入学。長沢と対決し、勝利する。都立水商の初代番長であり、初代生徒会長。
長沢と付き合っているが、3年に進級する際に処女であることが判明する。教師たちや父親さえも、男性経験があると考えていたが、援助交際のときは毎回寸前で逃げていたこと、長沢とは小田のテクニックだけで終わっていることから処女だった。いったん留年が決まったが、校長の意向で次年度の校外実習に参加することを条件に進級することになった。その後、一芸入試で大学受験している際に、大学への進学が成功すれば、校外実習が免除されるという条件が受験大学にも報告されたこともあり、無事クリアし、処女のままで卒業した。大学卒業後、東京で公務員となり、その後結婚、専業主婦となる。
[小説続編]
1年G組担任。社会（世界史）科教師。生徒会担当。陸上部顧問。都立水商の生き字引、顔的存在。同窓会会長。高校当時田辺圭介の下陸上部主将を務める。恩師の田辺とあかねには、頭が上がらない。[前作では、公務員となり、その後専業主婦になっているが、その描写はない。]
長沢（ながさわ）[漫画版では長沢大地]
マネージャー科に通う。同期の真理との決闘し、負けてしまう。真理と付き合っている。[具体的な描写は少ない。]
須賀鉄平（すが てっぺい）
ゲイバー科に通う。柔道部員。中学時代「背負の鉄平」という異名をもち、全国からのスポーツ推薦の誘いを断って自分の意思で水商に入学。都大会の決勝では、対戦相手の監督や応援団からの侮蔑的な発言や応援をはねのけ、周りの予想を裏切り優勝する。
身体は男性で、心は女性のような生徒。大野も承知の上で、筋肉の過度なトレーニングをしてこなかったことで、3年にあがるころには、柔道の強さに精細をかけていた。良子が世界に広がる可能性を秘めていると感じ、また、良子も1年で都大会優勝の須賀を尊敬していた。須賀が良子の良き練習相手となり、友情を深める。須賀が卒業後、母校から近い新宿二丁目のお店に就職し、良子の練習相手となっている。
丸山 真由美（まるやま まゆみ）[漫画版では丸山真由子]
ホステス科に通う。講師の近藤が推すホープ。中学校のときに父親が亡くなり、高卒での就職に役立つだろうと思い都立水商に入学。幕内と2年の秋から付き合っており、幕内のことを母親のような目線で見守っている。3年の校外実習でおきた幕内の騒動をきっかけに、源氏名と本名を上手く使い分けられないかもしれず、幕内となら幸せになれるかもしれないとの思いから、卒業後、内定していた就職先に短期間勤め、幕内と結婚する。
幕内達二（まくうち たつじ）
マネージャー科に通う。マネージャー科のエース。中学校時代は成績は低空飛行で、バスケ部であったが真面目なだけが取り柄の状態のために、都立水商に入学。真由美と2年の秋ごろから付き合っている。2年生までの校外実習では協力店舗からの評価も高かったが、3年のときに丸山へのやきもちから、心ここにあらずの状態で失敗してしまう。
真由美と卒業後結婚したいとの意思が強いこと、丸山の意思も確認できたことから、幕内が不器用なタイプなので就職先で迷惑をかけることは出来ないと判断し、教師たちは内定していた就職はせずに、卒業させることにする。卒業後、校長の厚意で、都立水商の事務員となる。

### 1期生以外の生徒
赤木良子（あかぎ りょうこ）
水商3期・SMクラブ科1期生。柔道部員。高校時代から柔道で活躍した後、卒業後、世界選手権、オリンピックで活躍し、女子プロレスラー「クイーン赤木」となる。1期生の須賀とは違い、身体は女性で心は男性のような生徒。校外で因縁を付けられ、2人で撃退したことから、須賀といっしょに行動することが多く、練習の相手になってもらっている。
徳永猛（とくなが たけし）
ホスト科4期生。身長180センチ、体重80キロで野球部員。水商野球部を甲子園に導く立役者。中学校時代は、制球に難があり監督から注目されないまま過ごしてきた。
3年生のときに、都大会から甲子園まで完封で投げきり、優勝を勝ち取る。数多のスカウトを断り、卒業後大リーグを目指し渡米する。マイナーからメジャーになり、活躍している。
[小説続編]
引退にあわせて帰国し、息子の英雄が15歳で翌年入学見込みとして登場。
内山修（うちやま おさむ）
マネージャー科4期生。野球部員で徳永とバッテリーを組んでいる。借金などで苦労している父親のすすめで都立水商に進学。野球経験はなかったが、相手投手の球種や球筋などを読み取るセンスが高い。水商最初の高卒からのプロ野球選手となる。
[小説続編]
息子が都立水商に入学する。
吉野邦明（よしの くにあき）・吉野正明（よしの まさあき）兄弟
ホスト科4期生。兄弟で打撃センスが良く、野球部員。中学校時代は、野球センスは良かったが、素行不良で高校への推薦がもらえず水商に進学。スカウトなどの申し出があったが、兄弟同一チームの希望により、高校からでは希望に添えなかったので大学に進学。大学卒業のときに、念願の兄弟同一のプロ野球チームに所属となる。
[小説続編]
息子が都立水商に入学する。
佐藤友香子（さとう ゆかこ）
ソープ科4期生。野球部マネージャー。一般科目の成績も優秀。内山と付き合っている。野球部では独特な感性で監督に助言を与えられる希有な存在。
父親の違う年の離れた弟と暮らしている。幼いころから家事に無関心な母とお金だけ渡すだけの母方の祖母に育てられてきた。自分の将来や弟のことを考え、卒業半年前に退学を申し出るが、担任ら教師に諭され無事卒業する。卒業後は、一般事務員として就職。
名倉大輔（なぐら だいすけ）
ゲイバー科5期生。野球部員。中学校時代は、手芸部に所属。野球経験はないが小柄ながら守備のセンスが良い。1期先輩の徳永に恋をし、近くにいたくて入部した。卒業後は、徳永を慕って渡米する。

### 学校外の人
滝川哲也（たきがわ てつや）
都立水商設立の発案者で文部省の官僚。後に文部大臣となる。入学式や卒業式の来賓として参列。都立水商設立の発案者であることから、大臣になってからも折に触れ、水商のことを気にかけている。
力丸剛（りきまる つよし）
柔道の強豪校国土学園3年生。オリンピックの金メダルを期待されている逸材。都大会の個人戦の決勝で、須賀と対戦し、接戦の上負けてしまう。
タケ
熊本出身。歌舞伎町界隈では知らぬ者がいないほど有名人だが、素性は不明。田辺と馬が合う存在。田辺が福岡に向かう時に、田辺が都立水商校舎を案内する。
佐藤健（さとう たけし）
花石農業高校野球部監督。伊東の大学の2年先輩。甲子園大会2回戦で対戦し、水商に完封される。お互い野球部の指導方法など認め合っており、そのことが縁で、甲子園大会の試合後、花石農業から都立水商との姉妹校の申し出をし、両校で交流が始まる。
[小説続編]
姉妹校となるきっかけとなったエピソードとして名前が出てくる（佐原監督として登場）。

## 漫画『都立水商!』
漫画『都立水商!』は、猪熊しのぶ作画で2003年4月から2009年1月まで、『週刊ヤングサンデー』、のち『スピリッツ増刊 YSスペシャル』VOL.1からVOL.5に連載された。
田辺が都立水商に赴任し、矢倉校長はじめ体育科の伊東、専攻科の黒沢、吉岡、近藤ら個性的な教師陣と、1期生の真理や長沢、麗羅、良子ら生徒たちとの札幌に設立された姉妹校に転任するまでの約3年間の物語となっている。
男勝りで援助交際で補導歴のあるが実は真面目で不器用なところもある真理や、家庭教師との関係から高校受験に失敗し水商に入学してきた長沢、中学時代に担任の婚約者を寝取ったと一方的に責められ水商行きとなった麗羅、両親への反発からイメクラでアルバイトし水商に転校してきた良子ら生徒たちと、矢倉校長、田辺ら教師たち、滝川や綾バァらと協力して、粗暴な柔道選手力丸らを使った水商潰しや野球部に対するスキャンダルのでっち上げなど教育委員長らからの妨害をはねのけ、校内外の実習やさまざまな壁を乗り越えて、杉林の兄が経営するスナックでの実習、麗羅とあやめの対立から派生したキャバクラ実習対決などを通じて、マネージャーやホステスとして成長をしていき、3年をむかえる。

### 『都立水商!』登場人物

#### 教職員・専攻科講師
田辺圭介（たなべ けいすけ）
主人公。24歳。社会科の教師で、フーゾク科の担任。野球部顧問。後に水商第一寮長も兼務。前の学校で生徒とのトラブルがあり、校長らとの折り合いも悪く都立水商へ異動。何でも首を突っ込むお節介な存在。だが、いつもそのおかげで都立水商に貢献している。酒を飲むと理性を失くすほど悪酔いし、友人を何人も失くしている。吉岡に惚れており、吉岡からも好かれているが、互いの思いには気づいていない。また、複数の女性や一部の男性から好意を持たれるものの、超鈍感なために告白を受けるまでそれに気がつかなかった。最終的に吉岡と結婚し、北海道に新設された姉妹校へ転任する。
[漫画続編]
ススキノ水商教師。諏訪原のバー『AURORA』で長沢と久しぶりに再会する。話しの中で、長沢から都知事主導の企みを知り、小金井と面識がないことから、滝川や綾バァら学校外の協力者と長沢ら学校関係者との橋渡し的役割を担う。
矢倉茂夫（やぐら しげお）
都立水商の校長。いろんな意味で凄い人。お水の世界は落ちこぼれの世界ではないと常に語っており、学校のためならば自分を犠牲にもしかねない人物。北海道に新設された姉妹校に、校長として田辺といっしょに転任する。
[漫画続編]
都立水商初代校長。定年退職にあたり、都立水商に校務員として再就職する。黒沢からは、なぜ校務員として再就職したのか不思議がられる。松本校長が急に転任となったことを知り、恐れていたことが動き始めたことを知る。滝川と綾バァと会談し、都知事の野望を知り、田辺や滝川らと協力し、都知事の野望に抗するために準備をすすめ、反撃の準備を出来たことを受けて、校長代理に就任する。
黒沢忠夫（くろさわ ただお）
マネージャー科の講師。24歳 実は田辺と同い年。矢倉校長の次に怖い人で、生徒からはかなり恐れられているが、授業は上手い。説教役になることが多い。マネージャーとして一流なので人の心理を読むことに長けている。お水の世界の理想と現実の違いを重く感じており、またそのことからの発言で時々衝突が起こったりする。校内での恋愛事にうるさいが、田辺と吉岡の仲だけは応援している。自身は近藤に惚れている。趣味はぬいぐるみ作り。最終的に、近藤と結婚する。
[漫画続編]
マネージャー科主任講師。小金井の動きが怪しいと感じながらも妻の明美を守るために、不本意ながらもいったんは協力者となる。優秀なマネージャー科3年の波瀬を別の水商系高校に派遣するなど、小金井の思惑通りの動きをとる。田辺と近藤から、形勢逆転の準備が出来ており、自分たち以外に大勢の人たちが参加していることを知り、反意する。
竹井俊仁（たけい としひと）
ホスト科の講師。「LOVE」というホストクラブの元No.1のホストで、妻（名前：みどり）と子（名前：ゆきの）がいる。見た目に似合わぬかなりの子煩悩。ビールをチェイサーかわりに、焼酎のダブルのロックを水のように飲み、翌日ケロッとしている酒豪。綾バァがオーナーのクラブ『ジェリコ』の店長も務める。
[漫画続編]
ホスト科主任講師。小金井が教師・講師と生徒との距離感の取り方や教師らしくない雰囲気などから、長沢に事情を話し、単独で動向を探っていると、小金井の策略で身動きがとれなくなってしまう。長沢や滝川から形勢逆転の準備ができたことを知り、ともに立ち向かう。
伊東雅史（いとう まさし）
よく田辺とつるんでるめがねの先生。その昔は甲子園で優勝投手にもなり、大学卒業時期にはプロから一億円の契約金でドラフト指名されるほどの腕を持った球児だったが、本人にその気がなくなぜか体育教師になった変人。水商野球部の監督で野球そのものは好きながら高校野球が嫌いという。危機回避能力は高い様子。
[漫画続編]
3年C組担任 体育科担当。担任の生徒・川島が長沢の勤めるクラブでアルバイトすることを承諾する。
吉岡あかね（よしおか あかね）
フーゾク科の講師。元ソープ嬢ではあるが、プライベートでは未だ処女のつもり。エッセイストとして書籍を出版し、連載を抱えているという顔も持つ。視力が悪く自宅では眼鏡を掛けている。
父と過去にトラブルがあり、それを悔いており、事情を知っているのは田辺、真理、長沢のみである。田辺のことが好きだが、前述の父とのトラブルで、家族を壊した自分は幸せになってはいけないと思っており、田辺の告白を断った形になってしまった。だが結局田辺と結婚し、一児をもうける。なお、単行本15巻Lesson158の田辺の独白によれば田辺より年上とのことだが、年齢についての具体的な記述はない。
近藤明美（こんどう あけみ）
ホステス科の講師。26歳。10代から銀座のクラブで働いていた。田辺に惚れており、幾度かアプローチをかけてみるものの本人が気づかず、空振りに終わる。その経歴から男を手玉に取っていたと思われているものの、プライベートでの接し方などはあまり得意ではない様子。吉岡や真理をライバル視し、田辺と同じ寮に住めるよう模索するも、黒沢まで引越してきてしまい何も出来ず。田辺との恋路に協力していた黒沢と、最終的には結婚する。
[漫画続編]
ホステス科主任講師。マネージャー科主任講師の黒沢と結婚しているが、学校内では旧姓で通している。田辺から黒沢が都知事と小金井の協力者であることを知らされ、黒沢を叱責しともに立ち向かう。
大野誠（おおの まこと）
ゲイバー科の講師。柔道部の顧問で須賀鉄平を柔道部に誘う。かつて国体で準優勝した経験がある。田辺のような男性が好みとのこと。
[漫画続編]
引き続きゲイバー科の講師として登場。
矢沢道子（やざわ みちこ）
音楽の講師。音楽に関して高い知識と能力を持っている。水商の生徒に対してなかなか自分の指導方針が受け入れてもらえず、また家族からもいい話が聞けないために教師を辞めようと考えるが、田辺らの意見などにより、独自の解決策を見いだす。
小泉チカ（こいずみ チカ）
社会科の教師。田辺の後輩。22歳なのだが、見た目はどう見ても小学生で初対面の人は必ず間違えてしまうほど。そのために高校では生徒になめられっぱなしであった。教師としての熱意は誰にも負けないほどで生徒のトラブルには自ら解決しようと動くのだが、大概それが裏目にでて事態が余計にややこしくなってしまう。

#### 1期生（漫画）
小田真理（おだ まり）
メインヒロイン。フーゾク科に通う元気な女子。母が男と逃げたため父子家庭（単行本19巻で母和江が長い家出から5年ぶりに帰宅する）。援助交際にて補導された経歴を持つ。ただし、毎回寸前で逃げていたために処女だった。都立水商の初代生徒会長に就任している。田辺に惚れており、告白するにいたっているが「先生と生徒だから」という理由、および田辺が水商へ異動となる原因となった事件からフラれている。また、大地に惚れられていて、本人にとってはただの同級生であるはずだが、なんとなく意識してしまうようになり、結局大地に処女を捧げる。初期は自分をフルネームで呼ばれることを嫌っていたが、途中から普通に返事をするようになる。卒業後に大地と結婚し、水商の教師となる。
[漫画続編]
主人公。24歳。1年B組担任（就任2年目から担当。10期目となる生徒）。フーゾク科の講師。生徒思いな姿勢が恩師田辺と重なり、小金井を信頼し、都知事の野望に一役かってしまう。退職しようとするが長沢に諭され、都立水商の教職員、生徒らとともに撃退する。長沢とすれ違いが多くなり離婚するが、水商での生徒への指導や騒動に協力、助言してもらう中で、やけ木杭に火がついて再婚する。
江藤いずみ（えとう いずみ）
フーゾク科に通う。完全な天然キャラで、常にフワフワしている。援助交際をする意図は無いが、結果としてそうなってしまうものの、本人は気持ちよければいいらしい。弟と妹は合わせて8人いる。母が他界しており、父も長期間の出稼ぎに出ているため家事は全て彼女が行っている。真理と良子の親友。天然キャラではあるが場の空気、人の気持ちを読む一種の天才で、そのため学校生活では、人間関係のとりまとめ役にもなっている。卒業後、アムステルダムの短大に留学し、帰国後ボランティア活動に従事する。
赤木良子（あかぎ りょうこ）
フーゾク科に転校してきた。以前は東京一金のかかる私立、百合根高校に通っていたが、両親への反発からイメクラでアルバイトをし、それが発覚したことでもみ消しのために転校となった。水商を選んだのは本人の意志であるが、転校当初は周囲と反発していた。いずみらとの交流から打ち解け、特にSMの授業が開始されてからは女王様気質を開花。亀甲縛りを50秒足らずで完了するほどの技を早々に身に着ける。須賀との関わりから柔道部に所属する。初めは麗羅と犬猿の仲だったが、あやめ率いる2期生との抗争では麗羅に協力する。卒業後は柔道とSMを織り交ぜたSMクラブ『柔道』を開く。
[漫画続編]
SMクラブ『柔道』オーナー。都知事による都立水商の廃校に向けた野望に抗するために協力する。生徒会長の佐久間育子の師。
長沢大地（ながさわ だいち）
マネージャー科に通う。長沢三葉の兄。成績はよかったのだが、高校受験に失敗し都立水商に入学を決める。マネージャーとしてのセンスは黒沢も買う。校内実習で失敗してしまうほどに真理に惚れているが、本人の性格のためか口げんかが絶えなかったが、ゆっくりと進展する。卒業後は真理と結婚し、六本木の名門クラブ『M & A』の総支配人となる。
[漫画続編]
名門クラブ『M & A』の総支配人。竹井から小金井の動きが怪しいことを聞き、情報収集をしていたが、小金井に知られてしまい身動きがとれなくなる。都知事の野望に抗するために恩師田辺や滝川、矢倉らに協力する。騒動後の2学期から辞めた小金井の代理として一般教科も担当し多忙な黒沢の負担軽減のため、マネージャー科の講師となる。
須賀鉄平（すが てっぺい）
ゲイバー科に通う。身長161cm、体重48kg。中学時代は“背負いの鉄平”として中学柔道界で知られていたが、女の子になるために柔の道を諦め、都立水商へ入学。だが大野に柔の道へ誘われる。都大会無差別級を優勝するほどの実力の持ち主。初対面の人からは女の子に間違われるほどに可愛く、痴漢の被害にあったこともある。後に田辺に恋心を抱いていることが判明、しかし本人はかなわぬ恋であると考えている。ボールを剛速球で投げたところを大井川に見られ、野球部に入れられる。その後真理、長沢兄妹、田畑が芋づる式に野球部入りする。古利根によって大井川にホモ疑惑が報道されると、一旦は野球部を辞めるが、髪を短くし制服も男子用に着替えて復帰する。大会終了後はまた女子の制服姿に戻る。卒業後は女優として活動する。
[漫画続編]
ハリウッド俳優。都知事による都立水商の廃校に向けた野望に抗するために一時帰国し協力する。
宮咲一生（みやざき いっせい）
ホスト科に通う。ホスト科を選んだ理由はモテたいから。実習授業ではキャッチが壊滅的に下手であったが、ある事件をきっかけに一皮むける。
[漫画続編]
歌舞伎町No.1ホスト。都知事による都立水商の廃校に向けた野望に抗するために協力する。
丸山真由子（まるやま まゆこ）
ホステス科に通う。母との思い出の手鏡を大事にしている。その母も昔はホステスだった。口下手で極度の男性恐怖症だったが、ホステスとしての才能は超一流で、実習の中でその才能を開花させていく。
中嶋小町（なかじま こまち）
ホステス科に通う。当初母親から水商に通うことを嫌悪されており、自分も母親の期待に応えられなかったことから水商にいることを快く思わず、体育祭の開催に反対したりした。しかし、真理と触れ合ううちに考えを改めるようになり、行事に積極的にかかわるようになる。また、体育祭を通して母親とも和解する。現在は真理に非常になついている。
杉林佐和（すぎばやし さわ）
マネージャー科に通う。マネージャー科唯一の女子で、兄も歌舞伎町の住人。
山口麗羅（やまぐち れいら）
ホステス科に通う。入学当初からNo.1であり、そのためか自己中心的であったが、長沢との関わりによって性格が丸くなる。そのため、長沢に少々惚れており、なんとか長沢を自分に振り向かせようと画策するが、彼が鈍いので大概は空回りに終わる。勝手に男性が近づいてくることと「男あしらい」の才能があるらしく、そのために中学時代は「寝取りのレイラ」とあだ名され、当時の担任である女教師と付き合っていた彼氏を寝取ったためにその女教師に憎まれた挙句、水商送りにされる。男女問わずモテる須賀をライバル視する。卒業後は高級クラブのママとなる。
[漫画続編]
銀座の生ける伝説。都知事による都立水商の廃校に向けた野望に抗するために協力する。
大井川準（おおいがわ じゅん）
元々大江戸川高校で四番投手の甲子園優勝経験を持つ高校球児だったが、同校の監督の選手を駒としか扱わない態度に嫌気が指し、その時対戦相手の監督である伊東の野球観に感化され、水商で野球をするべくマネージャー科に転校してくる。給仕の実技を2回で合格するなど、意外とその素質はあるようだ。当初は野球少年らしくスポーツ刈りだったが、2年生に進級後は髪を伸ばしている。
[漫画続編]
ホストクラブ大手チェーン経営。都知事による都立水商の廃校に向けた野望に抗するために協力する。
山下早苗（やました さなえ）
ホステス科に通う。カラオケを侮辱されたことから音楽科の矢沢と険悪になるも、後に和解。実家はカラオケスナックをやっており、自分の代でさらに繁盛させるのが夢。同じホステス科に通う真由子とは、昼食を共にするぐらい仲がいい。スペシャルドラマ版都立水商!の主人公でもある。
スージー・アルトマン
198話の終盤から登場し、水商に留学してきたオランダ人少女。オランダでは売春が合法だとして売春婦の活動をしていて、転校早々男子生徒と次々と暇さえあればSEXしまくる。ささいなことから良子と喧嘩になり、集客合戦で勝負となる。人数では圧倒したが、本来のサービスに徹した良子が追い上げ、結局人数では勝ったものの、良子から断られた男子生徒の発言から、自分は軽はずみに相手をしていたことに気付き、負けを認める。

#### 2期生
長沢三葉（ながさわ みわ）
ホステス科に通う。長沢大地の妹。同級生の七瀬が好きで、一緒の高校に通いたいと悩んでいる。七瀬が第1志望の水商に、あやめも含め3人で忍び込んだ末に田辺らに見つかるが、近藤の厚意で体験実習として生徒達の校内実習に参加する。兄が水商に通っていることを恥ずかしいと考えていたが、体験実習で兄の奮闘ぶりを観てその考えを改める。他の女子高に合格していたが、水商の中傷に反感を覚えて水商に入学することを決意した。料理は下手だが自覚は全くなく、おまけに味オンチの真理に褒められて自信をつけてしまう。
花尾あやめ（はなの あやめ）
ホステス科に通う。成績が悪く、中学校の担任に水商行きと告げられる。その絶望感からか、自殺しようとしていた。そこを三葉と七瀬に救われた。水商に行くことは恥ずかしいことだと考えていたが、三葉と同様、体験実習に参加してからその考えを改めた。入学早々新入生を祝う会で麗羅に喧嘩を売る。麗羅への敵対心が1年生と2年生とのキャバクラ実習対決への発展する。僅差で2年生に負けるが、仕事の本質を知り、麗羅と和解する。麗羅の度量の大きさからライバル視している。イケメン好きらしい。
七瀬至（ななせ いたる）
ホスト科に通う。成績優秀。成開高校に合格確実だと言われていたが、水商が第1志望でまわりから不思議がられる。浅草の花柳界に身をおいてきた祖母の生き方を尊敬しており、水商売の世界に進むことは特別のことではなかった。目が悪く、視力が0.1未満である。三葉、あやめと一緒に参加した体験実習で、改めて水商の生徒や実習に感銘し、水商単願で入学する。
[漫画続編]
六本木No.1ホスト。都知事による都立水商の廃校に向けた野望に抗するために協力する。
田畑春人（たばたけ はると）
ホスト科に通う。父親が経営していた弁当屋が食中毒を起こし、損害賠償で借金地獄に陥り一家は離散、叔父のもとに預けられる。手放した実家を取り戻すべく水商の入学を拒否し、いきなりホストクラブに就職する。しかし実家に買い手がついてしまうと、不動産屋へ殴りこみに行き、そこへ駆けつけたクラブの店長である竹井から解雇される。絶望に落とされた彼の前に買い手の綾バァが現われ、「お前が水商で3年間勉強し、一人前のホストになったら売ってやろう」と約束され、素直に入学する。ホストの才能は高いが、短気で自己中心な面を田辺などに心配される。三葉に惚れており、また七瀬とはソリが合わない。野球の腕はリトルリーグで4番を打つほどだったので、野球部のマネージャーになった三葉を追いかける形で入部する。長沢と顔が似ているが、登場人物にはちゃんと区別がつく。

#### 学校外の人（漫画）
猪熊しのぶ
作画担当。単行本の裏表紙には必ずコメントあり。
佐久間菊蔵（さくま きくぞう）
東京都教育委員長なのだが、自身が女装し男装の女に襲われるイメージプレイを好む。水商を毛嫌いしており、隙あらば潰してやろうと、力丸に「水商狩り」をけしかける、偽水商生徒を新宿の風俗店に勤めさせ噂を広げるなど画策する。古利根、宍戸とともに水商野球部の甲子園出場阻止を図り、一旦は成功したかに見えたが、田辺と滝川に見つかり、警察に逮捕される。
力丸剛（りきまる つよし）
柔道のインターハイを二連覇するつわもの。だが性格が悪く、佐久間に加担して水商狩りをする。都大会決勝戦で鉄平と対戦し敗れる。現在その気に目覚め、鉄平に惚れている。
滝川（たきがわ）
通称タッキー。文科省官僚で都立水商の生みの親。あの手この手の波状攻撃で狙った女を絶対落とす命中精度から「歌舞伎町のトマホークミサイル」の異名を持つ。水商の視察依頼、吉岡をターゲットとしている。かなりのスケベだが、本来は物凄く優秀な人で、本気で水商の発展を願っている。
[漫画続編]
文部科学省の審議官。都知事が首謀者となり都立水商を廃校に追い込もうとする動きがあり、不穏な空気を感じている矢倉や松本と一緒に綾バァのお店で極秘に会合を持つ。都立水商の教職員らと協力して、都知事の野望に抗する。
タケ
田辺との出会いはボッタクリから。色んな意味で厄介になる男。情報屋も兼ねており、情報に関しては真摯らしく完全なガセネタを掴ませることはない。しかし金のためならどんな悪事にも加担し、田辺は彼に何度も騙される。自宅アパートには借金取りからの嫌がらせの張り紙が貼られる程、金に執着する。
[漫画続編]
都知事の陰謀に抗する滝川、田辺に協力し、小金井派の人物の情報収集など行う。
美沙（みさ）
近藤の後輩にして親友。27歳。昔は近藤とNo.1を争っていたが一度も勝てなかったらしい。近藤より年上だが、近藤の方がキャリアが長いため、近藤を「お姉さん」と呼ぶ（近藤はそれを気にしている）。
綾バァ
本名：松浦綾（まつうら あや）（旧姓は上戸）。歌舞伎町三丁目の商店街連合の組長で酒問屋の女主人であり、この人に逆らえば歌舞伎町で酒はもちろん食料すら入手困難になるほどの実力者。当初水商のことを嫌っていたが、ある事件をきっかけにして少しはその存在を認めるようになる。見た目に似合わずやさしい部分も持ち合わせているらしい。ヒョウ柄のバンダナとサングラス、キセルがトレードマーク。
[漫画続編]
都知事の野望を知り、旧知の滝川や田辺、長沢らに協力する。流川水商の中垣内との騒動では、中垣内が広島に転校する理由を探るように、真理と長沢に依頼する。
諏訪原要（すわはら かなめ）
通称シカーダ（英語でセミの意味）。渋谷を転々としており、美人局をして生活をしている。女性を囮にして男をおびき出し、ボコボコにしては金を奪っている。実際に行為にいくまでに金を奪うため、女性からは受けがいい。約束を破ることを嫌うらしい。妹・暁（あき）が事故によって記憶を失っており、学校を辞め援助交際に走る原因になった教師を探している。その後拠点を歌舞伎町に移してバー『Aurora』を開店し、この店が田辺の行きつけの店となる。田辺と親しくなったことで水商文化祭に暁を連れて行くが、暁が田辺と再会し記憶が戻ったことから事実を知り、水商に放火して当直していた吉岡を拉致し、田辺をおびき寄せて殺害しようとする。しかし、暁に制止され警察に出頭する。
[漫画続編]
田辺や長沢の行きつけのバー『AURORA』の店主として登場。
間宮丈晴（まみや たけはる）
吉岡の大学時代の先輩で元彼。北海道リゾート開発会社の御曹司で、札幌市で激安高級レストラン「ラ・ストレガ」を経営する。彼がオーナーであることを知らず店に現れた吉岡にプロポーズするが、気持ちに迷いのある彼女に振られる。札幌での姉妹校設立に、協力する。
花津マリエ（はなづ マリエ）
ススキノのデリヘル嬢だったが、オプションの名目で違法行為（売春）をしていた。しかし真理に説教され、改心し、現在はまっとうなデリヘル嬢をしているらしい。
古利根守哉（こどね もりや）
スポーツ紙「小学スポーツ」の記者。スキャンダルが大好きで、水商のバッシング記事を書き、同校を崩壊の危機に追い込む。都議会議長を父に持つため、やりたい放題。痴漢を雇い三葉を襲わせ、逆上した田畑が殴りかかったところを撮影し、これを新聞に掲載し水商に大打撃を与えるが、タケに居場所を教えられた田辺と滝川に、証拠隠滅のため監禁していた痴漢もろとも捕まる。
宍戸丸男（ししど まるお）
東京都高校野球協会理事長。佐久間、古利根と共謀し、水商野球部の甲子園出場阻止を図る。彼ら同様結局逮捕される。

## 都立水商高等学校の科
3年目から（漫画では2年目から）SMクラブ科、イメクラ科が新設。スペシャルドラマ版ではオリジナル設定でコスプレ科も登場する。連続ドラマ版では、キャバクラ科、フーゾク科、マネージャー科、ホスト科が登場する。
専攻科の講師はクラス担任は持たず、クラス担任（一般科目担当教師が担当）と協力して指導。

### 女生徒の専攻科
ホステス科
女性による男性向けの接待の仕方について学ぶ科。基本的にお触りは無し。
ソープ科
ヘルス科
女性による男性向けの体を使った接待について学ぶ科。
小説『都立水商!』では、「ソープ科」「ヘルス科」の2専攻。漫画版では「フーゾク科」となっている。

### 男子生徒の専攻科
マネージャー科
経営のアシスタントをする。活躍の場は広いが黒子のような存在にも。接待から経営、運営など様々なことをこなす。ソープの男性従業員のことも含む。
漫画版では、唯一男女とも在籍可能な科となっている。
バーデン科
バーやパブなどのカウンター席が設置された酒場で、アルコール飲料を提供し接待する仕方を学ぶ科。
ホスト科
男性による女性向けの接待の仕方について学ぶ科。基本はキャッチから。キャッチができて初めて一人前への道が開ける。
ゲイバー科
ゲイ（ホモ）による接待の仕方について学ぶ科。いつだって彼らの心は乙女である。

## 漫画『都立水商!2』
漫画『都立水商!2』は、漫画版『都立水商!』の続編として、前作と同じく猪熊しのぶ作画で、小学館の携帯マンガ配信サイト『モバMAN』にて2011年7月から2018年2月まで配信された。第1話は、2011年7月22日に発売された『ビッグコミックスペリオール』16号（小学館）にも掲載された。
主人公の小田真理が大学を卒業し、都立水商に赴任するところから話しがはじまる。都立水商赴任2年目にクラス担任を任され、都知事による都立水商の廃校に向けた野望に翻弄されながら、PT（ピンクトロフィー、全国の水商によって行われる甲子園のような大会）に挑み、都立水商の教職員・講師や恩師の田辺や文科省官僚の滝川ら学外の人たちと協力して都知事の思惑を撃退する。姉妹校流川水商3年生の中垣内と都立水商の翔英、龍馬、波瀬、ススキノ水商3年の犬飼との1年次の事件から派生した五大水商交流戦での激烈な戦いを経て、和解するまでの話などの事件が続いた1年の物語となっている。
クラス分けは、男女混成、専攻科混成になっており、マネージャー科とホスト科には女生徒も在籍している。

### 『都立水商!2』登場人物

#### 教職員・専攻科講師（都立水商!2）
松本校長
都立水商校長。水商をとりまく不穏な空気を感じとり、小金井の動向に慎重姿勢をとっていたが、季節外れの人事異動で他校に転任となる。
真中則正（まなか のりただ）
松本校長の後任として、突如赴任してくる。都知事や小金井の思惑通り動きをする。
小金井信（こがねい しん）
1年A組担任。25歳。犬飼の兄であり、石神都知事の婚外子。母方の姓を名乗っている。都知事の意を受けて都立水商の教師となる。熱血漢で生徒思いの教師として信頼されているが、都立水商の廃校に向けて校内から騒動を仕掛ける。計画を実現するために、教職員・講師の弱みや生徒の学校を思う気持ちを巧みに利用し、協力者にしていく。結果的に、都知事の野望や自身の素性が知られてしまい、計画は失敗に終わる。

#### 都立水商生および姉妹校生
柿内達生（かきうち たつき）
1年B組 ホスト科。オナベホスト志望のためホスト科に入学。長沢の従姉妹。端正な顔立ちで、化粧映えするので、衣装は男女ともに映える。ホスト科実習で好成績だった達生に因縁をつけた翔英ら翔英派による強姦未遂を龍馬が助けたことで縁を得る。直後に達生派を設立、龍馬を幹部として仲間にする。
当初、真理に憧れを抱いていたが、龍馬の優しさに恋心を抱くようになる。ホストとしての自分と女性としての自分に悩んでいるときに、翔英から助言を受けて、2学期以降改めて奮起する。
浅草橋理子（おさくさばし りこ）
1年B組 フーゾク科。レズビアン。将来を見据えて行動するタイプだが、自己中心的な面もあり。女性がサービスを行う女性向けソープを立ち上げたいと考えている。母は5歳のときに亡くなり、父は海外に単身赴任中でひとりで暮らしている。
フーゾク科を馬鹿にする亜実と喧嘩となったが、近藤の提案による専攻科を交換して実習する中で仲良くなり、お互い目標に向けてNo.1になることを目指す。雄琴実業の加納雲母のテクニックにショックを受けるが、自分の考える女性向けの店舗にスカウトし、雲母から翌年以降のPTで個人として2連覇、都立水商の総合優勝という条件をクリアすれば将来開業したときに入店する約束を取り付ける。
中西哲哉（なかにし てつや）
1年B組 マネージャー科。当初はモヒカンがトレードマーク。一目惚れしやすくいつもふられている。バイト先で出会ったコンビニの君が、マネージャー実習で出会ったNo.1デリヘル嬢の京子と思い、実習で初歩的な失敗をしてしまう。結果的にコンビニの君は京子ではなく、妹の育子とわかり、付き合うことにある。SM嬢の衣装でいる生徒会長妖子が、育子とは気付いていない。
藤森亜実（ふじもり あみ）
1年A組 ホステス科。母子家庭。母親はキャバレーのホステスであり、父親とはキャバレーを通じて知り合って結婚。しかし、母親がキャバレー以前にソープ勤めだったことを知った父親は離婚。そのため母親から幸せになるための少々偏狭な教え（玉の輿に乗ること）の影響を受け、フーゾク科の生徒を馬鹿にしている。理子と一悶着のあと、母親の意思に反して、水商に通い続ける。玉の輿狙いだが、接客はそつがなく、理子と仲良しになる。小金井がこの騒動を野望実現のために利用しようとするが、予想に反して穏便に事が落ち着き失敗する。
校内での実習では、ホステス科No.1美穂子からの無理難題をはねのけ、気が強く自己中心的な接客からゲストの意に沿う基本の接客に変化し、一皮むける。
佐久間京子（さくま きょうこ）・佐久間育子（さくま いくこ）姉妹
[京子] 都立水商卒業生。育子の姉。母子家庭。デリヘル『マチュピチュ』の人気No.1デリヘル嬢。マネージャー科1年中西からバイト先で出会ったコンビニの君と間違われる。実習初日の失敗を反省し、真面目な実習態度となった中西の頑張りに絆され、デートに誘い、コンビニで出会ったのは自分ではないと告げる。
[育子] マネージャー科 3年。美術部。京子の妹。1年生のときのマネージャー科実習をSMクラブ『柔道』で実施し、オーナーの赤木から女王様の素質を見いだされる。水商はじめての素性不明な覆面生徒会長・妖子（ようこ）となる。姉京子と中西との一騒動の後、中西と付き合う。SM嬢の師である赤木に、中西とのことを相談する。
川島ささほ（かわしま ささほ）
3年C組 フーゾク科。気が強いが、客対応はそつが無く、評価は高い。小金井を愛しており、本位ではないが水商の危機を救うためと考え、水商生を陥れたり、都知事の意向を汲む小金井に協力している。都知事・小金井の野望が失敗すると、学校に来なくなるが、担任の伊東に了解を得て、長沢の勤めるクラブで働き出す。クラブで働く中で、マネージャーの仕事の大変さや長沢の器の広さに知り、恋をしてします。長沢の別れた妻が、水商講師の真理だと知り、恋敵として敵対心を抱いている。
湯川美穂子（ゆかわ みほこ）
ホステス科3年。業界最大手・六本木キャバクラ『ル・マージュ』オーナーの一人娘で、ホステス科No.1。プライドが高く、下級生からの評判はあまり良くないが、都立水商の実力が落ちてきていることを危惧している。主任講師の近藤、黒沢と認識は一致している。負けず嫌いで自己中心的なところがあるが、接客もそつが無い亜実を気にかけている。龍馬と付き合っている。
和田一成（わだ いっせい）
ホスト科3年。源氏名は龍馬。かつて龍馬派を率いていたが、翔英にのっとられてしまう。3年生のとき、達夫派に幹部として入る。他の生徒たちから人望があり、慕われている。翔英とは、ホストのタイプが違う。ホスト科が1年から3年まですべて在籍する状態になってから、はじめて2年生でNo.1をなる。実績、人脈ともに、No.1だが3年になって、少しふるわない。流川水商の中垣内と翔英とのヒリヒリする勝負に興奮しながらも、翔英を見守っている。美穂子と付き合っている。
日野英翔（ひの ひでと）
ホスト科3年。源氏名は翔英。アメとムチの使い手、罵詈雑言の魔術師、暴君翔英が持ち味のホスト。小金井が都立水商内部から騒動を起こすための手駒のひとりとして、軍資金を翔英に援助している。小金井のことを軍資金を援助してくれる太客的なひとりとしか考えていないが、結果的に小金井に協力することになる。
中垣内が都立水商から流川水商に転校するきっかけとなる事件を、翔英なりに反省し、派閥を大きくしNo.1になるべく頑張っている。中垣内との勝負では、勝敗がドローになるように勝負の結果を調整している。中垣内と同じ夜に、町中で襲われる。勝負は、都立水商が勝利し、中垣内と和解する。卒業後、理子の家にボディーガードとして同居している。
波瀬慶秀（はせ よしひで）
マネージャー科3年。成績優秀で、人望もあり、キャストからも信頼されている。小金井らの意向を汲む黒沢の指示で、マネージャー科のない御山水商に派遣される。都知事の野望に抗するために、黒沢から一度呼び戻され、都立水商と御山水商の総支配人として敏腕を発揮する。御山水商のエース三井カナと付き合うようになるが、卒業後はカナの実家のスナックに就職すると告げる。
犬飼新（いぬかい あらた）
ススキノ水商ホスト科3年。生徒会長。源氏名はアラタ。スマイル・オラオラ系。
石神都知事の正妻の子であり、小金井の弟。母方の姓を名乗っている。1年の途中で、（名目上は実母の療養のため）都立水商から転校する。都知事に協力している小金井に抗するために、田辺らと協力する。都知事との勝負に勝敗が決した後、小金井に自分が将来政界に打って出るつもりであることを話し、やり直すために札幌に誘う。
三井カナ（みつい カナ）
ホステス科3年。御山水商No.1。実家がスナックを経営。母子家庭。波瀬からスナック型の接待の実力は高く武器となるが、クラブ型の接客ができていないと指摘される。クラブ型接客の肝となる恋愛感情を身に着けるため波瀬と疑似デートを行うが、本気になってしまい、身体を重ねる。
中垣内太一（なかがいち たいち）
流川水商ホスト科3年。1年時には、龍馬、翔英、アラタ、波瀬、美穂子らと一緒に都立水商に入学した。参謀を太一が務め、龍馬、翔英ら1年生の派閥を中心に、圧倒的な強さを誇っていたが、おごりが出てしまい2・3年生とも溝が深まってしまう。2・3年生と歩み寄る目的で、校内で懇親会を開いたが、未成年の飲酒問題が発生し、翔英から一方的に責任をとらされるかたちで流川水商に転校となる。
加納雲母（かのう きらら）
雄琴実業3年。フーゾク科No.1。吉岡あかねの再来とも呼ばれ、PTでは個人部門3連覇。理子の実力を認め、理子が卒業し、店舗を持ったときには働くことを約束する。

#### 学校外の人たち
石神新一郎（いしがみ しんいちろう）
東京都知事。小金井・犬飼兄弟の父親。元文部官僚。都立水商設立の際に、滝川と対立する。文部官僚時代の雪辱と新宿・歌舞伎町の浄化のために、都立水商の廃校を企てる。息子の小金井を都立水商の教師として送り込み、内部から騒動を起こし廃校に向けた世論つくりをすすめる。一時は野望の実現に向けて優勢であったが、滝川に綾バァや都立水商の教職員らの反攻により撃退される。

## 小説『都立水商1年A組』
小説版の続編『都立水商1年A組』は、2018年に続編執筆の計画が具体的に進行し、2019年5月に『都立水商1年A組』が小学館文庫から刊行。その後『都立水商2年A組』が2022年12月に、『都立水商3年A組 卒業』が2023年1月に刊行された。
開校から27年経過した都立水商が舞台となる。前作で登場している教師の伊東雅史、大野誠とともに、1期生で大学卒業後に赴任した小田真理らと中学校時代のいじめが原因で学習意欲がなくなっている富永淳史、学習障害により文字が読めないが、記録力があり暗算や英会話が得意な中村峰明、柔道がものすごく強いが心の性と身体の性で葛藤してきた花野真太郎ら友人たちが、スポーツ交流会、姉妹校との交流、水商祭などの企画を生徒会の先輩たちの協力を得ながら達成していく1年間の物語となっている。『2年A組』以降では新型コロナウイルスの感染拡大の影響による休校や風評被害も題材になっている。

### 『都立水商1年A組』の登場人物

#### 教師（都立水商1年A組）
黒沢忠夫（くろさわ ただお）
都立水商校長。校長としてはかっこよすぎる雰囲気。
江向徳彦（えむかい のりひこ）
数学教師。3年C組担任。水商に赴任したときは、前任校が歴史ある進学校であったことから、左遷と思っていたが、水商の活気にふれ思い直す。岸本の卒業後の進路について、親身になって相談にのっている。
渡辺三千彦（わたなべ みちひこ）
マネージャー科の講師。社会科の教育免許をもっている。大学で経営学を学び、都内のクラブでウェイターのアルバイトからマネージャーの道に進んで20年。
鈴木麗華（すずき れいか）
SMクラブ科の講師。宝塚の男役みたいに格好いい先生。

#### 1年生
冨原淳史（とみはら あつし）
1年A組 マネージャー科 クラス委員長。冨原家の次男。愛称はトミー。中学校時代には、野球特待生として楓光学園に進学した神尾からいじめをうけており、カンニングの濡れ衣をきせられる。神尾との関係を単なる悪友と思っている校長や担任に訴えても、どうにもならないと感じ勉強意欲を失い、成績は低空飛行のまま都立水商に進学。同じクラスの中村、筒井、G組の花野と仲良くなる。生徒会長の松岡に生徒会を手伝ってと言われる。楓光学園とのスポーツ交流や水商祭などの企画に参加する。
中村峰明（なかむら むねあき）
1年A組 マネージャー科。体育委員。妹は真紀。愛称はミネ。小太りで、顔も丸く、愛嬌のある風貌で明るいが、母親との間がしっくりきていない。ディスレクシアで、文字が読めないが、暗記力が良く暗算や英会話が得意。学習障害が原因で、いじめを受けていた。冨原といっしょに芸者幇間ゼミに参加している。英会話部による英語劇の代役で出演し演劇の面白さを知り、芸者幇間ゼミの成果を父親の前で披露する。芸者幇間ゼミの講師から芸名をもらう。
筒井亮太（つつい りょうた）
1年A組 マネージャー科。愛称はリョーチン。
内山渡（うちやま わたる）
1年A組 マネージャー科。クラス副委員長。野球部。捕手。父は卒業生の内山修。
天野広之進（あまの ひろのしん）
1年A組 マネージャー科。スポーツ交流会で背泳ぎ100メートル、200メートルで高校日本記録を更新し1位になる。
木島龍平（きじま りゅうへい）
1年A組 マネージャー科。愛称はジマ。ふて腐れていて、他の同級生に毒ついている。ほとんど学校にこないまま、退学してしまう。
吉野友邦（よしの ともくに）
1年C組 ホスト科。野球部。吉野邦明の長男。[次男も水商1年C組 ホスト科だが、名前は出てこない。]
吉野典正（よしの のりまさ）・吉野文正（よしの ふみまさ）兄弟
[典正]1年C組 ホスト科。野球部。サード。吉野正明の長男。[文正]1年C組 ホスト科。野球部。吉野正明の次男。
山本樹里（やまもと じゅり）
1年D組 ホステス科。ハーフで肌の色が少し違う。芸者幇間ゼミに参加している。スポーツ交流会で100メートル走、200メートル走、走り幅跳びで1位。足が速く陸上部顧問の小田から勧誘されているが断っている。肌の色やハーフということだけで、選択されたりされることを嫌っている。足の速さとテクニックが必要なラグビー部に入部する。
森田木の実（もりた このみ）
1年F組 フーゾク科。クラス委員長。生徒会の世話役になる。中学校時代にレイプにあい、その傷を癒やすために複数の男性とSEXをする。気持ちの整理がつかないまま水商に進学。
花野真太郎（はなの しんたろう）
1年G組 ゲイバー科。柔道部。セーラー服をいつも着ていて、ショートカットで小さな顔に大きな瞳で女の子に間違われるほど可愛い。母を知らないで育つ。「僕はホモじゃないからね」が口癖。花野三四郎、投げの真太郎と異名をもつ。楓光学園とのスポーツ交流で、先鋒となり1人で相手チームに勝ってしまう。
城之内さくら（じょうのうち さくら）
1年G組 SMクラブ科。柔道部。城之内やわらとの異名をもつ。複数の柔道名門校からの誘いを断って水商に入学。家は古武道の宗家。宗家を継ぐのは、あくまでも男性であり、どんなに強くても女性は評価されない古い体質の家で育ち、もどかしさを覚えている。楓光学園とのスポーツ交流で、先鋒となり1人で相手チームに勝ってしまう。

#### 2年生・3年生
小野寺拓真（おのでら たくま）
2年G組 ゲイバー科。ラグビー部。フルバック。
山崎彩（やまざき あや）
2年G組 SMクラブ科。生徒会役員。165センチ。スタイルは抜群で、色が透けるように白く、鼻筋の通った美人。父が都議会議員、祖父が衆議院議員。
山崎紀彦（やまざき のりひこ）
3年A組 マネージャー科。生徒会副会長。マネージャー科の優等生。
日高博（ひだか ひろし）
3年A組 マネージャー科。ラグビー部。フルバック。
岸本学（きしもと まなぶ）
3年C組 ホスト科。ちゃらい3年生。生徒会の書記。卒業後の進路について、いい加減に考えていたが、松岡の事情を知り、1年間浪人して大学に進学することを決意。
松岡尚美（まつおか なおみ）
3年G組 SMクラブ科。生徒会長。7歳のころより、母と一緒に住んでいた男に性的虐待を受けており、弟は暴力と育児放棄で衰弱死。母と男が児童虐待でつかまるまで続く。中学校から一般科目の成績が優秀で普通高校への進学も十分可能であったが、男に支配される人生にしないと考え、水商SMクラブ科に進学。海外のSMクラブからもスカウトがくるほど優秀だが、大学への進学を選択し、無事合格。
海老原翔（えびはら しょう）
3年G組 ゲイバー科。ラグビー部主将。ナンバーエイト。秘策の効果があるうちはまだラガーマンとして認めていない証拠と、秘策の理由を富永に教える。
梶山孝治（かじやま たかはる）
3年G組 ゲイバー科。ラグビー部。ロック。

#### 学校外の人たち（都立水商1年A組）
神尾祐樹（かみお ゆうき）
楓光学園の1年。野球推薦の入学する。中学校時代は、冨原をいじめており、カンニングの濡れ衣をきせる。中学校時代の野球部は上級生が下級生をしごいたり、いじめたりする体質だったが、高校の野球部は先輩も優しく選手層の厚いところだった。町中で冨原に因縁をつけたが、いっしょにいた花野に撃退され、改心する。
桜亭ぴん介（さくらてい ぴんすけ）
芸者幇間ゼミの外部講師。現役の幇間。1年A組の中村に芸名を与える。

### 『都立水商1年A組』のクラス分けと専攻科
A組　マネージャー科（男子）
B組　マネージャー科・バーテン科（男子）
C組　ホスト科（男子）
D組とE組　ホステス科（女子）
F組　フーゾク科（女子）
G組　（共学）ゲイバー科（男子）　SMクラブ科（女子）
- ゲイバー科：元々自分の性に違和感があったからゲイバー科に来て、女性としての生き方を学びたいという男子も入学する。卒業後、必ずしも水商売の道に進まないケースもある。
- LGBTの人の救いとなる学校であり、学習障害に苦しむ人にも門戸を広げている。

## 書誌情報

### 小説
- 室積光 『都立水商!』[注釈 2] 小学館、2001年11月10日発行（2001年10月発売）、317頁、ISBN 4-0938-6079-3
  - 室積光 『都立水商!』 小学館（小学館文庫）、2006年4月1日発行（2006年3月7日発売[8]）、336頁、ISBN 978-4-09-408075-9
- 室積光 『都立水商1年A組』 小学館（小学館文庫）、2019年5月7日発行（2019年5月2日発売[1][9]）、384頁、ISBN 978-4-09-406633-3
- 室積光 『都立水商! 2年A組』 小学館（小学館文庫）、2022年12月6日発行([10]) ISBN 978-4-09-407205-1
- 室積光 『都立水商! 3年A組 卒業』 小学館（小学館文庫）、2023年1月6日発行([11]) ISBN 978-4-09-407218-1

### 漫画
- 室積光（原作）・猪熊しのぶ（作画） 『都立水商!』小学館〈ヤングサンデーコミックス〉、全22巻
  1. 2003年11月5日発行（2003年10月4日発売）、『週刊ヤングサンデー』2003年第22・23合併号 - 第31号掲載作品、ISBN 4-09-153101-6
  2. 2004年1月5日発行（2003年12月5日発売）、『週刊ヤングサンデー』2003年第33号 - 45号掲載作品、ISBN 4-0915-3102-4
  3. 2004年4月5日発行（2004年3月5日発売）、『週刊ヤングサンデー』2003年第46号 - 2004年4・5合併号掲載作品、ISBN 4-0915-3103-2
  4. 2004年7月5日発行（2004年6月4日発売）、『週刊ヤングサンデー』2004年第6・7合併号 - 第18号掲載作品、ISBN 4-0915-3104-0
  5. 2004年10月5日発行（2004年9月3日発売）、『週刊ヤングサンデー』2004年第19号 - 第31号掲載作品、ISBN 4-0915-3105-9
  6. 2004年12月5日発行（2004年11月5日発売）、『週刊ヤングサンデー』2004年第32号 - 第44号掲載作品、ISBN 4-0915-3106-7
  7. 2005年3月5日発行（2005年2月4日発売）、『週刊ヤングサンデー』2004年第45号 - 2005年第1号、2004年9月増刊号掲載作品、ISBN 4-0915-3107-5
  8. 2005年6月5日発行（2005年5月2日発売）、『週刊ヤングサンデー』2005年第2号 - 第15号掲載作品、ISBN 4-0915-3108-3
  9. 2005年9月5日発行（2005年8月5日発売）、『週刊ヤングサンデー』2005年第16号 - 第30号掲載作品、ISBN 4-0915-3109-1
  10. 2005年12月5日発行（2005年11月4日発売）、『週刊ヤングサンデー』2005年第31号 - 第42号、2005年6月増刊号掲載作品、ISBN 4-0915-3110-5
  11. 2006年3月5日発行（2006年2月24日発売）、『週刊ヤングサンデー』2005年第43号 - 2006年第3号掲載作品、ISBN 4-0915-1030-2
  12. 2006年7月5日発行（2006年6月5日発行）、『週刊ヤングサンデー』2006年第6・7合併号 - 第18号、2006年2月増刊号掲載作品、ISBN 4-0915-1087-6
  13. 2006年10月5日発行（2006年9月5日発売）、『週刊ヤングサンデー』2006年第19号 - 第33号掲載作品、ISBN 4-0915-1118-X
  14. 2007年1月5日発行（2006年12月5日発売）、『週刊ヤングサンデー』2006年第34号 - 第47号、ISBN 4-0915-1146-5
  15. 2007年3月10日発行（2007年3月5日発売）、『週刊ヤングサンデー』2006年第48号 - 2007年第8号掲載作品、ISBN 978-4091511669
  16. 2007年6月10日発行（2007年6月5日発売）、『週刊ヤングサンデー』2007年第10号 - 第21・22合併号掲載作品、ISBN 978-4091512062
  17. 2007年9月10日発行（2007年9月5日発売）、『週刊ヤングサンデー』2007年第23号 - 第35号掲載作品、ISBN 978-4091512284
  18. 2008年1月9日発行（2008年1月9日発売）、『週刊ヤングサンデー』2007年第36・37合併号 - 第40号、第43号 - 第46号、第49号 - 第51号掲載作品、ISBN 978-4091512475
  19. 2008年5月7日発行（2008年5月2日発売）、『週刊ヤングサンデー』2007年第52号 - 2008年第5・6合併号、第8号 - 第13号掲載作品、ISBN 978-4091513274
  20. 2008年9月10日発行（2008年9月5日発売）、『週刊ヤングサンデー』2008年第15号 - 第19号、第21・22合併号 - 第27号掲載作品、ISBN 978-4091513793
  21. 2008年12月31日発行（2008年12月31日発売）、『週刊ヤングサンデー』2008年第28号・第29号、第31号 - 第35号、『スピリッツ増刊YS』2008年第1号・2号掲載作品、ISBN 978-4091514073
  22. 2009年3月4日発行（2009年3月4日発売）、『スピリッツ増刊YS』2008年第2号 - 第5号掲載作品、ISBN 978-4091514172
- 室積光（原作）・猪熊しのぶ（作画） 『都立水商!2』小学館〈ビッグコミックススペシャル〉、全8巻
  1. 2012年3月5日発行（2012年2月29日発売）、『モバMAN』2011年7月15日 - 12月2日配信作品、ISBN 978-4-09-184397-5
  2. 2012年8月4日発行（2012年7月30日発売）、『モバMAN』2011年11月18日 - 2012年4月20日配信作品、ISBN 978-4091845870
  3. 2013年3月5日発行（2013年2月28日）、『モバMAN』2012年5月18日 - 2013年1月4日配信作品、ISBN 978-4091851086
  4. 2014年6月4日発行（2014年5月30日）、『モバMAN』2013年2月1日、3月1日、4月5日、5月17日、6月7日、7月5日、8月6日、9月6日、10月4日、12月6日 - 2014年1月3日配信作品、ISBN 978-4091862655
  5. 2015年6月3日発行（2015年5月29日発売）、『モバMAN』2014年1月17日 - 3月7日、6月6日 - 8月1日、9月5日、9月19日配信作品、ISBN 978-4091871060
  6. 2016年1月2日発行（2015年12月28日発売）、『モバMAN』2014年10月3日、11月7日 - 12月5日、2015年5月1日 - 6月5日、7月3日、7月17日、9月4日配信作品、ISBN 978-4091874573
  7. 2018年5月2日発行（2018年4月27日発売）、『モバMAN』2014年12月19日 - 2015年1月16日、2月20日 - 3月20日、9月18日、2016年5月20日、6月17日 - 7月15日配信作品、ISBN 978-4098600113
  8. 2018年6月4日発行（2018年5月30日発売）、『モバMAN』2016年8月5日、2017年12月1日 - 2018年2月2日、3月2日 - 4月6日配信作品、ISBN 978-4098600175

## テレビドラマ

### スペシャルドラマ
原作・室積光、原案協力・猪熊しのぶとして、2006年3月28日の22:00 - 23:54にテレビ大分とテレビ宮崎を除く日本テレビ系で、同年4月1日の12:00 - 13:54に沖縄テレビで放送、視聴率は8.7%（関東地方、ビデオリサーチ調べ）。

#### キャスト（スペシャルドラマ）
- 田辺圭介…藤井隆
- 山下早苗…ベッキー
- 丸山真由子…安田美沙子
- 小山真理…瀬戸早妃：小説・漫画では「小田真理」
- 山口麗羅…工藤里紗
- 教頭…阿南健治
- 山口悦子…筒井真理子
- 大野誠…山内圭哉
- 長沢大地…森本亮治
- 滝川…清水昭博
- 山崎…坂本長利
- 美沙…近野成美
- 尚美…大久保麻梨子
- 竹芝俊仁…古澤弘年：漫画では「竹田俊仁」
- 赤西良子…古谷香織：小説・漫画では「赤木良子」

- 須崎三四郎…若葉竜也：小説・漫画では「須賀鉄平」
- 奥田…古原靖久
- 桃子…阪本麻美
- 美香…桜川博子
- 武藤…末野卓磨
- 警官…小林顕作
- クラブの客…小寺大介
- 加藤…浅野昭子
- アキコ…根岸麻衣
- 男子生徒…六車勇輝
- 佐久間菊蔵…石橋蓮司
- 秋葉萌…星野亜希（ほしのあき）：コスプレ科講師
- 近藤あけみ…森下千里
- 黒沢忠夫…野村宏伸
- 矢倉茂夫…竹中直人

#### スタッフ（スペシャルドラマ）
- 原作：室積光
- 漫画：猪熊しのぶ
- 脚本：小原信治
- 原案協力：飯田良弘、木翼、則松康郎
- プロデューサー：佐藤敦、大野哲哉・菊池誠・神山明子
- 監督：三木康一郎
- 制作プロダクション：オフィスクレッシェンド、アズバーズ
- 製作著作：日テレ

#### スペシャルドラマ 派生商品
- 都立水商! THE SCHOOL　OF　WATER BUSINESS

リリース: 2006年9月27日
媒体: DVD
レーベル: バップ
時間: 95分

### 連続ドラマ
『都立水商! 〜令和〜』のタイトルで、毎日放送で2019年（令和元年）5月6日（5日深夜）から6月24日まで、TBSでは5月8日（7日深夜）から6月26日まで、「ドラマイズム」枠で竜星涼の主演で放送された。過去に原作が映像化されたのが10年以上前であることから、水商売を取り巻く状況の変化を加味した上で登場人物や物語を一新して製作された。
2019年（平成31年）4月1日に発表された新元号「令和」が、東京と大阪のテレビ地上波で連続ドラマのタイトルに使われたのは初めて。

#### キャスト（連続ドラマ）
- 石綿直樹：竜星涼
- 真中希海：恒松祐里
- 赤沢聖菜：伊藤萌々香
- 馬淵百合：大原優乃
- 温井寧々：飯窪春菜
- 草野葉月：小倉優香
- 矢吹明日香：畑芽育
- 田代美羽：椚ありさ
- 長井杏奈：成田愛純
- 下園蘭：福田愛依
- 桑田琴美：矢野優花
- 小宮楓：斎藤さらら
- 戸倉華：千葉彩乃
- 鎌田風花：早乙女ゆう
- 佐々木真帆：早川渚紗
- 大竹哲太：瀬戸利樹
- 今井周：神尾楓珠
- 松村隼人：小野寺晃良
- 江川龍臣：バンダリ亜砂也
- 三上武人：富田健太郎
- 春野涼太：水沢林太郎
- 関根航大：大友一生
- 二宮大河：坂田秀晃
- 都築昂：桑畑亨成
- 穂高匠：吉川康太
- 大海原春香の父親：村田雄浩
- 小木曾義和：濱津隆之
- 標祐作：鈴之助
- 坂下咲良：永尾まりや
- 大海原春香：堀田茜
- 乾千花：松井玲奈
- 玉造清：升毅
- 朝比奈加奈

#### スタッフ（連続ドラマ）
- 原作：室積光
- 漫画：猪熊しのぶ
- 監督：山本透
- チーフプロデューサー：丸山博雄
- 企画・プロデュース：丸田順悟、宮田昌広
- プロデューサー：村島亘、平田樹彦、大野貴裕、内藤和也
- 脚本：森ハヤシ
- 制作プロダクション：ダブル・フィールド
- 制作協力：セディックドゥ
- 製作：「都立水商! 〜令和〜」製作委員会・MBS

#### 放送日程
| 各話   | 放送日   | 放送日  | ラテ欄 |
| 各話   | 毎日放送 | TBS     | ラテ欄 |
| ------ | -------- | ------- | ------ |
| 第1話  | 5月06日  | 5月08日 |        |
| 第2話  | 5月13日  | 5月15日 |        |
| 第3話  | 5月20日  | 5月22日 |        |
| 第4話  | 5月27日  | 5月29日 |        |
| 第5話  | 6月03日  | 6月05日 |        |
| 第6話  | 6月10日  | 6月12日 |        |
| 第7話  | 6月17日  | 6月19日 |        |
| 最終話 | 6月24日  | 6月26日 |        |

#### 放送局
放送局と放送時間 は、次の通り。
| 放送期間                | 放送時間                     | 放送局             | 対象地域       | 備考       |
| ----------------------- | ---------------------------- | ------------------ | -------------- | ---------- |
| 2019年5月6日 - 6月24日  | 月曜 0:50 - 1:20（日曜深夜） | 毎日放送           | 近畿広域圏     | 製作局     |
| 2019年5月8日 - 6月26日  | 水曜 1:28 - 1:58（火曜深夜） | TBSテレビ          | 関東広域圏     |            |
| 2019年5月11日 - 6月29日 | 土曜 2:17 - 2:47（金曜深夜） | 中国放送           | 広島県         |            |
| 2019年5月15日 - 6月26日 | 水曜 1:35 - 2:05（火曜深夜） | 東北放送           | 宮城県         | [ 注釈 3 ] |
| 2019年5月20日 - 7月8日  | 月曜 0:50 - 1:20（日曜深夜） | 山陰放送           | 鳥取県・島根県 |            |
| 2019年5月22日 - 7月10日 | 水曜 1:28 - 1:58（火曜深夜） | IBC岩手放送        | 岩手県         |            |
| 2019年5月24日 - 7月12日 | 金曜 0:56 - 1:31（木曜深夜） | あいテレビ         | 愛媛県         |            |
| 2019年5月31日 - 7月19日 | 金曜 0:56 - 1:26（木曜深夜） | 熊本放送           | 熊本県         |            |
| 2019年6月1日 - 7月20日  | 土曜 1:25 - 1:55（金曜深夜） | 静岡放送           | 静岡県         | [ 注釈 4 ] |
| 2019年6月2日 - 7月28日  | 日曜 2:08 - 2:38（土曜深夜） | チューリップテレビ | 富山県         |            |
| 2019年6月5日 - 7月31日  | 水曜 0:55 - 1:25（火曜深夜） | テレビユー山形     | 山形県         |            |

| 毎日放送・TBS ドラマイズム | 毎日放送・TBS ドラマイズム | 毎日放送・TBS ドラマイズム |
| 前番組                     | 番組名                     | 次番組                     |
| -------------------------- | -------------------------- | -------------------------- |
| 賭ケグルイ season2         | 都立水商! 〜令和〜         | スカム                     |

## ゲーム
サクセスからHTML5を利用したブラウザゲーム「都立水商!」が2018年4月4日にサービス開始されたが、同年12月12日にサービスを終了した。
2017年の東京ゲームショウで同年秋のサービス開始が広報され、同年11月には2018年にサービス開始の延伸が広報された。
プレイヤーは新任教師となり、生徒を育成するゲームであった。